# Santo André de Vagos
Santo André de Vagos es una freguesia portuguesa del concelho de Vagos, con 12,44 km² de superficie y 2.033 habitantes (2011). Su densidad de población es de 163,4 hab/km².